# Незвичайні подорожі
«Незвичайні подорожі» — п'ятдесят чотири романи французького письменника Жуля Верна, вперше опубліковані протягом 1863–1905 років.
Згідно редактора Верна, видавця П'єра-Жуля Етцеля, метою «Подорожей» було «висвітлення всіх географічних, геологічних, фізичних та астрономічних знань, накопичених сучасною наукою, та переказ їх у розважальному, описовому форматі».
Увага до наукових деталей письменника в поєднанні з відчуттям чудес та відкриттів формують основу Подорожей. Однією з причин широкого поширення його праць було відчуття, що читач може справді отримати знання з геології, біології, астрономії, палеонтології, океанографії та екзотичних місць і культур подорожуючи разом з героями Верна. Цей значний пласт інформації виділяє його роботи як «енциклопедичні романи».

## Оригінальні видання
Згідно з методою, розробленою Етцелем для Незвичайних подорожей, кожен твір Верна видавався у кількох форматах:
- Éditions pré-originales (попереднє видання): послідовні випуски у періодичному виданні, як правило у двотижневику Етцеля Magasin d'Éducation et de récréation («Magazine of Education and Recreation», заснованому в 1864 році). Ці випуски ілюструвались працівниками Етцеля, такими як Едуар Ріу[fr], Леон Бенетт[fr], та Жорж Ру[fr].
- Éditions originales (оригінальне видання): повний неілюстрований, або ілюстрований малюнками з попереднього видання текст у форматі книги.
- Cartonnages dorés et colorés (переплетене видання): повна версія тексту у форматі книги з сильно декорованою обкладинкою. Ці святкові видання, оформлені для Різдвяних та новорічних продажів, включали також більшість або всі ілюстрації з попередніх випусків.

## Наступні видання
Жуль Верн досі залишається одним з найпопулярніших авторів науково-фантастичних та пригодницьких книг, поступаючись за кількістю перекладів лише Агаті Крісті. Не зважаючи на те, що з точки зору геології, астрономії та інших наук Подорожі переважно застаріли, в них не пропало відчуття чудес та жага до наукового пізнання, котрі пропагував автор своїм сучасникам.
На основі Подорожей часто знімаються фільми, починаючи з першого в історії фантастичного фільму 1902 року «Подорож до Місяця» (режисер Жорж Мельєс) і до сучасних голівудських постановок наподобі «Навколо світу за 80 днів» 2004 року.